# Karel Seizinger
Karel Seizinger, také Karl Friedrich Wilhelm Seizinger (23. března 1889, Hildburghausen – 4. května 1978 Haarlem), byl německý rytec aktivní v Praze. Navrhl poštovní známky pro poštovní správy několika zemí a OSN. Pracoval také jako rytec bankovek. Byl považován za mistra svého řemesla a získal řadu cen na mezinárodních výstavách známek.

## Život
Karl Seizinger se vyučil řemeslu rytce na Grafickém institutu v Metzerothu. Po dokončení vzdělání odešel do Berlína pracovat v Kartografickém ústavu. V Berlíně se také seznámil se svou budoucí manželkou Elisabeth.
Po vypuknut první světové války, se stal vojákem a nejprve byl nasazen na západní frontě ve Francii. Později působil v turecké armádě jako pilot. Po válce v Německu nemohl najít práci, protože se při vydávání knih používaly modernější a levnější techniky, než rytiny. Nakonec našel zaměstnání jako rytec bankovek, a to v roce 1921 v tiskárně cenných papírů Finské národní banky v Helsinkách.
V roce 1924 přijal Seizinger nabídku Státní banky československé a přestěhoval se do Prahy, kde také pracoval jako rytec bankovek. Studoval také tři roky na pražské Akademii výtvarných umění u Maxe Švabinského. Jako známkový rytec se poprvé zasloužil v roce 1926 o vydání ediční řady Hrady, krajiny, města. Tato série vybudovala dobrou pověst československého známkového umění. Seizinger byl nadšeně oslavován v odborných časopisech. Aršík k mezinárodní výstavě poštovních známek PRAGA 1938 byl poslední Seizingerovou prací na československých poštovních známkách.
Ve stejném roce, před německou okupací, opustil Československo, nejdříve odjel do Bělehradu. V Bělehradě začal Seizinger brzy pracovat pro Jugoslávskou poštu. Jeho první série známek se objevila v září 1939. Další série s motivy z Chorvatska následovala v březnu 1941. Poté, co německá vojska v dubnu 1941 obsadila Jugoslávii, odjel Seizinger do Záhřebu, kde byl právě vyhlášen nezávislý stát Chorvatsko. Během války vyryl několik známek pro Chorvatskou poštu, včetně motivů historických postav a kostela Panny Marie v Záhřebu.
Po znovuobnovení jugoslávského státu musel Seizinger jako Němec opustit zemi a přišel přitom o celý svůj majetek. Ve svém domovském městě Hildburghausen nemohl najít práci a znepokojovala ho politická situace v sovětské okupační zóně. Rozhodl se proto pokračovat ve své práci a v roce 1947 se přihlásil u nizozemské společnosti na tisk bankovek a známek Joh. Enschedé en Zonen v Haarlemu. V letech 1948 až 1961 zde pracoval a ryl bankovky a známky pro Nizozemské Antily a Curaçao, Portugalsko, Sýrii, Indonésii a Nizozemskou Novou Guineu a také pro poštovní správu OSN v New Yorku.
Po válce obnovené Československo navštívil jen jednou v životě, když byl hostem výstavy známek v Brně v roce 1974. Československá pošta vydala v roce 1983 u příležitosti pátého výročí jeho úmrtí pamětní známku.